# It's a blue world
It's a blue world er en portrætfilm fra 1990 instrueret af Torben Skjødt Jensen efter eget manuskript.

## Handling
En film om maleren Hans Henrik Lerfeldt og hans kunstneriske univers. Arbejdet med filmen var stort set færdigt, da Lerfeldt døde i juli 1989. Alligevel starter filmen der, hvor hovedpersonen selv forlader scenen: I den brutalt ryddede lejlighed, som hans venner fik adgang til efter boets eksekutor. Den lejlighed, der engang havde været besjælet af Hans Henrik Lerfeldt. Herfra rekonstrueres den blå verden: Hans Henrik Lerfeldts kuriøse museum, jazzen, hans venskab med Chet Baker, fascinationen af Berlin og byens nazistiske fortid, barndommen, berømmelsen og ikke mindst billederne.